# 钟鼓楼街道
钟鼓楼街道，是中华人民共和国重庆市万州区下辖的一个乡镇级行政单位。

## 行政区划
钟鼓楼街道下辖以下地区：
棉花地社区、丰收社区、八角井社区、幸福社区、陶家坪社区、枇杷坪社区、玉安社区、桑树社区、双溪社区、百步社区、富祥社区、都历村、附马村、吊龙村、小岩村、大团村和抗建村。